# Phyllophaga serrana
Phyllophaga serrana är en skalbaggsart som beskrevs av Moron och María J. Cano 2000. Phyllophaga serrana ingår i släktet Phyllophaga och familjen Melolonthidae. Inga underarter finns listade i Catalogue of Life.